# Загорье (городской округ Солнечногорск)
Загорье — деревня в Московской области России. Входит в городской округ Солнечногорск. Население — 19 чел. (2010).

## География
Деревня Загорье расположена на севере Московской области, в северной части округа, примерно в 5 км к северу от центра города Солнечногорска, на берегу Сенежского озера. Ближайшие населённые пункты — деревни Вертлино, Осипово и Тимоново.

## Население
| 1852 | 1859 | 1890 | 1899 | 1926 | 1966 | 1998 |
| ---- | ---- | ---- | ---- | ---- | ---- | ---- |
| 160  | ↗167 | ↗204 | ↗229 | ↗249 | ↘150 | ↘25  |
| 2002 | 2010 |      |      |      |      |      |
| ↘13  | ↗19  |      |      |      |      |      |

## История
Время возникновения деревни относится к периоду строительства Екатерининского канала.

Загорья, деревня 1-го стана, Государственных Имуществ, 76 душ мужского пола, 84 женского, 25 дворов, 57 вёрст от столицы, 21 от уездного города, близ шоссе.— Нистрем К. Указатель селений и жителей уездов Московской губернии, 1852 г.
В «Списке населённых мест» 1862 года — казённая деревня 1-го стана Клинского уезда Московской губернии по левую сторону Санкт-Петербурго-Московского шоссе, в 20 верстах от уездного города, при реке Сестре и канале, с 18 дворами и 167 жителями (80 мужчин, 87 женщин).
По данным на 1890 год — деревня Солнечногорской волости Клинского уезда с 204 душами населения, в 1899 году — деревня Вертлинской волости Клинского уезда, проживало 229 жителей.
В 1913 году — 44 двора.
По материалам Всесоюзной переписи населения 1926 года — деревня Вертлинского сельсовета Вертлинской волости Клинского уезда в 1,7 км от Солнечной Горы и 4,3 км от станции Подсолнечная Октябрьской железной дороги, проживало 249 жителей (122 мужчины, 127 женщин), насчитывалось 45 хозяйств, среди которых 43 крестьянских.
С 1929 года — населённый пункт Московской области в составе Вертлинского сельсовета Солнечногорского района (1929—1957, 1960—1963, 1965—1994), Вертлинского сельсовета Химкинского района (1957—1960), Вертлинского сельсовета Солнечногорского укрупнённого сельского района (1963—1965).
С 1994 до 2006 гг. деревня входила в Вертлинский сельский округ Солнечногорского района.
С 2005 до 2019 гг. деревня включалась в городское поселение Солнечногорск Солнечногорского муниципального района.
С 2019 года деревня входит в городской округ Солнечногорск.
С 1994 до 2006 гг. деревня входила в Вертлинский сельский округ Солнечногорского района.
С 2005 до 2019 гг. деревня включалась в городское поселение Солнечногорск Солнечногорского муниципального района.
С 2019 года деревня входит в городской округ Солнечногорск.